# 王世寧
王世寧，河南信陽縣人，明朝政治人物、進士出身。

## 生平
萬曆二十九年（1601年）辛丑科進士，授襄陽縣知縣。